# چرکیزوو
چرکیزوو (انگلیسی: Cherkizovo) شرکت صنایع غذایی روسی است، که در سال ۲۰۰۵ تأسیس شد.